# Ramon Roqueta i Roqueta
Ramon Roqueta Roqueta (Manresa, 24 de setembre de 1925 - 27 de febrer de 2018) fou un industrial vinícola, president d'Honor de Bodegas Roqueta, SA i de la S.A.T. Masies d'Avinyó.
Fill primogènit de Valentí Roqueta Prat i de Josefa Roqueta Torrents, a l'any 1968, va agafar el relleu del celler familiar del seu pare, ubicat a Manresa, fundat pel seu avi Ramon Roqueta Torrentó (l'any 1898). Aquest celler estava vinculat a la Masia Roqueta, situada a Horta d'Avinyó (comarca del Bages), i dedicada al conreu de la vinya i documentada des de l'any 1199.
En l'àmbit vinícola cal destacar que va ser President de l'Associació Vinícola Catalana (1999 a 2010) sent membre de l'entitat des de 1975 (substituint al seu pare), i vicepresident de la Junta Directiva del Serenísimo Capítulo de Caballeros del Vino (2000-2010) del qual era “Caballero” des de 1981.
La Generalitat de Catalunya li va atorgar la Medalla de l'Agricultura Catalana (1993) en reconeixement del seu esforç, la seva dedicació i als èxits aconseguits en el sector viticultor; la Medalla President Francesc Macià (1999), en reconeixement de continuar amb l'empresa fundada pel seu avi dedicada a la criança, elaboració i comercialització de vi; Diploma de l'Institut Català de la Vinya i el Vi, en reconeixement de la tasca vinícola desenvolupada, en la commemoració del 25è aniversari de la Fundació d'INCAVI (2005); i el Premi Tàstum Menció especial en el marc dels Premis Tàstum-Foro Agroalimentari de Catalunya, el 2010.
Fou Confrare de Mèrit de la Primera Investidura de la Confraria de Vins del Bages (des de 1998) i Cavaller-Confrare de Mèrit de la Confraria del Cava de Sant Sadurní, l'any 2008, entre d'altres.
Entre altres reconeixements, la PIMEC-Catalunya Central li atorgà el Mèrit Empresarial (2006), concedit per a la llarga trajectòria empresarial vinícola; i va rebre el primer pin d'or de l' Associació Vinícola Catalana, en l'homenatge que li tributà l'Associació. En el  2015 va ser homenatjat amb el Premi Monvínic a la Trajectòria Personal en el Món del Vi.
Fou alcalde de Manresa (1975-1979) i diputat provincial a la Diputació de Barcelona (1976-1979) en l'etapa difícil de la Transició, representant una nova classe política. Tasca que li fou reconeguda posteriorment amb la presidència de la Comissió Ciutadana del Mil centenari de Manresa, creada l'any 1989 per commemorar els mil cent anys de Manresa com a ciutat documentada, i culminà amb la concessió de la Medalla de la Ciutat de Manresa que li atorgà l'Ajuntament de Manresa (1979).